# Globtik Tokyo
Globtik Tokyo je bio britansko-japanski supertanker (također Mamut tanker, ili ULCC), izgrađen 1973. godine. u Japanskom brodogradilištu Ishikawajima-Harima Heavy industries Co. Ltd. u Kureu. Zajedno sa svojim blizancem Globtik London, u svoje doba najveći brod na svijetu.
Nosivost broda (DWT) je bila 483.684 tone, a pokretala su ga dvije parne turbine, svaka snage 33.570 kW, pomoću kojih je postizao maksimalnu brzinu 17,76 n/m. Pri toj brzini bilo je potrebno 20 minuta da se zaustavi pri punom pogonu motora unatrag. Tanker je bio osposobljen da istovremeno prevozi dvije vrste nafte. Naslov najvećeg broda na svijetu drži do 1976. godine kada je izgrađen francuski mamut tanker Batillus. Zbog svjetske energetske krize Globtik Tokyo kao nerentabilan izrezan je u južnokorejskom brodogradilištu Hyundai, u Ulsanu, 1986. godine.

## Vanjske poveznice
- Globtik Tokyo na Auke Visser´s International Super Tankers